# Каведіне
Каведіне (італ. Cavedine, вен. Cavedine) — муніципалітет в Італії, у регіоні Трентіно-Альто-Адідже,  провінція Тренто.
Каведіне розташоване на відстані близько 480 км на північ від Рима, 14 км на південний захід від Тренто.
Населення — 2991 особа (2014).

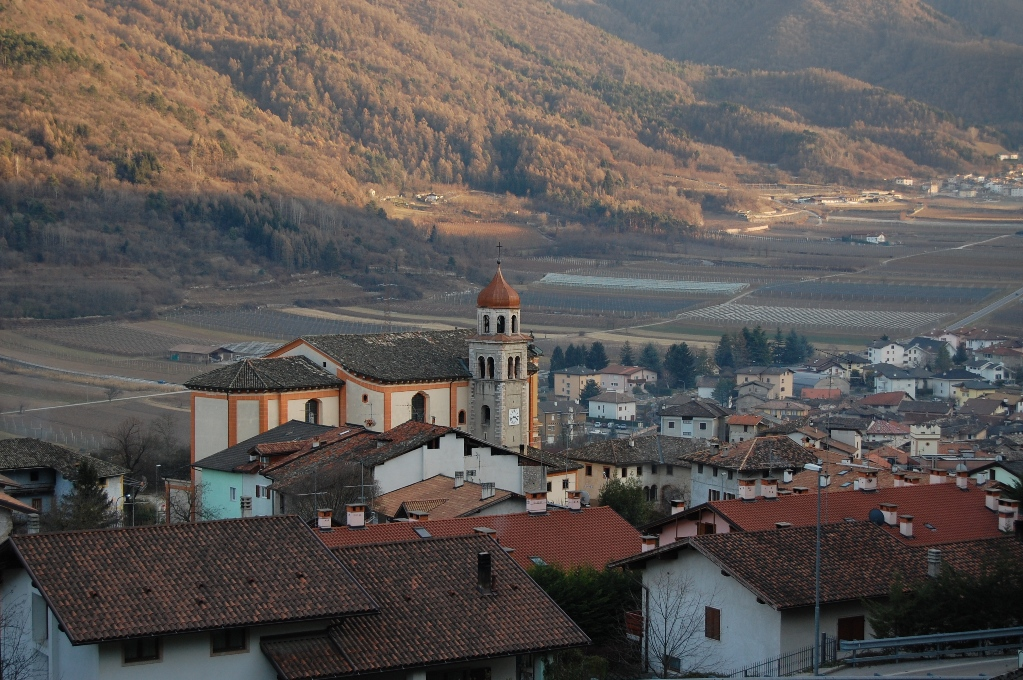

Щорічний фестиваль відбувається 15 серпня. Покровитель — Assunzione di Maria.

## Демографія
Населення за роками:

Станом на 1 січня 2023 року в муніципалітеті офіційно проживало 128 іноземців з 29 країн, серед них 51 громадянин країн Євросоюзу та 10 громадян України.

## Сусідні муніципалітети
- Чимоне
- Дрена
- Дро
- Мадруццо
- Тренто
- Вілла-Лагарина